# Lista de montanhas em Marte
Abaixo segue uma lista de montanhas em Marte.
- Montanha Bisco, 12.087 quilômetros de altura

- Olympus Mons, a montanha mais grande em Marte, 24 quilômetros de altura[1]

1. ↑  https://coolcosmos.ipac.caltech.edu/ask/70-What-is-the-highest-mountain-on-Mars-